# Geschäftsbeziehung
Geschäftsbeziehung (oder Geschäftsverbindung; englisch business relation) ist eine langfristig angelegte, an ökonomischen Zielen ausgerichtete Interaktion zwischen Wirtschaftssubjekten, aus der eine Vielzahl von Geschäften hervorgeht.

## Allgemeines
An einer Geschäftsbeziehung sind als Wirtschaftssubjekte Unternehmen, Organisationen, Privathaushalte oder der Staat mit seinen Untergliederungen (öffentliche Verwaltung, Staatsunternehmen) beteiligt, zwischen denen Leistung und Gegenleistung ausgetauscht wird. Eine einmalige Transaktion zwischen Geschäftspartnern gilt noch nicht als Geschäftsbeziehung, denn Geschäftsbeziehungen sind von Dauerhaftigkeit, Wiederholung von Transaktionen und Vertrauen gekennzeichnet. Erforderlich ist eine Kundenbindung, die einen längeren Zeitraum hinweg bestehen bleibt. Typische Geschäftsbeziehungen sind etwa die Dauerschuldverhältnisse, bei denen ein dauerhaftes Verhalten oder wiederkehrende, sich über einen längeren Zeitraum erstreckende Einzelleistungen zugrunde liegen (Miete, Pacht, Kredit, Sukzessivlieferungsvertrag). Diese Dauerhaftigkeit beruht unter anderem auf dem gegenseitigen Vertrauen in die Zuverlässigkeit des anderen Geschäftspartners. Das Vertrauen führt dazu, dass ein Teil der Kontrollkosten entfällt, die bei Einzelgeschäften anfallen würden. Die dauerhafte Geschäftsbeziehung liegt insbesondere bei Stammkunden und Hausbanken vor, bei deren Geschäftsverbindungen persönliche Präferenzen wirken. In Unternehmen sorgt das Customer-Relationship-Management für die konsequente Pflege dauerhafter Geschäftsbeziehungen und wertet deren wirtschaftlichen Nutzen aus.
Im Rechtswesen wird überwiegend der Begriff der Geschäftsverbindung verwendet. Bereits im Januar 1891 nahm das Reichsgericht (RG) zur Geschäftsverbindung Stellung: „Wenngleich … eine Geschäftsverbindung zweier Personen an sich zunächst nichts anderes ist als das zufällige Nebeneinanderbestehen von Geschäften, welche diese Personen miteinander abgeschlossen haben und einander gegenüber erfüllen, so bildet sich doch durch die häufige geschäftliche Berührung … ein Vertrauensverhältnis aus, in welchem die Wahrung von Treu und Glauben in erhöhten Maße und in weiterem Umfange, als es im Verkehr zwischen einander fremd gegenüberstehenden Personen zur notwendigen Übung wird“. Es brachte hierdurch zum Ausdruck, dass durch eine Geschäftsverbindung ein Vertrauensverhältnis entsteht, welches bei einem einmaligen Geschäft nicht vorhanden sein kann. Die Geschäftsverbindung weist darauf hin, dass auch der wiederholte Abschluss von Verträgen zwischen denselben Vertragsparteien eine die einzelnen vertraglichen Beziehungen überwölbende Sonderrechtsbeziehung begründen kann. Nur in wenigen handelsrechtlichen Vorschriften ist die Geschäftsverbindung ein Tatbestandselement, so etwa in § 89b HGB (Handelsvertreter), § 355 Abs. 1 HGB (Kontokorrent) oder § 362 Abs. 1 HGB (Schweigen eines Kaufmanns).

## Arten
Man unterscheidet im Hinblick auf die Geschäftspartner zwischen Business-to-Business (englisch Unternehmen-Unternehmen), Business-to-Consumer (englisch Unternehmen-Konsument) und Business-to-Administration (englisch Unternehmen-öffentliche Verwaltung). Bei Business-to-Business handelt es sich um Geschäftsbeziehungen zwischen Unternehmen, etwa die Verbindung zwischen gewerblichen Debitoren und gewerblichen Kreditoren, zwischen Kreditinstituten (Interbankenhandel, Korrespondenzbanken) oder zwischen Banken und Großunternehmen (Bankverbindung). Business-to-Consumer beschreibt die Beziehungen zwischen Unternehmen und Verbrauchern (etwa Banken bei Konsumkrediten, Käufer im Supermarkt), Business-to-Administration betrifft die Geschäftsverbindung zwischen Unternehmen und der öffentlichen Verwaltung (Behörden, öffentliche Unternehmen, Kommunalunternehmen). Die Consumer-to-Consumer-Beziehung zwischen Verbrauchern, etwa über den Electronic Commerce wie bei eBay, wird hingegen (noch) nicht als dauerhafte Geschäftsbeziehung angesehen.
Die Geschäftsbeziehungen zwischen einzelnen Wirtschaftssubjekten können wie folgt gegliedert werden:
| Wirtschaftssubjekt    | Privathaushalte            | Unternehmen                | öffentliche Haushalte            |
| --------------------- | -------------------------- | -------------------------- | -------------------------------- |
| Privathaushalte       | Consumer-to-Consumer       | Consumer-to-Business       | Consumer-to-Administration       |
| Unternehmen           | Business-to-Consumer       | Business-to-Business       | Business-to-Administration       |
| öffentliche Haushalte | Administration-to-Consumer | Administration-to-Business | Administration-to-Administration |

## Ökonomischer Hintergrund
Ausgetauscht werden zwischen den Geschäftspartnern Realgüter oder Immaterialgüter gegen Nominalgüter. Ihr ökonomischer Wert ist der Marktpreis, den der Käufer dem Verkäufer bei Übergabe (oder auch früher oder später) zu entrichten hat. Zur Erhöhung der Kundenbindung kann der Verkäufer verschiedene Marketinginstrumente einsetzen (Treuerabatte, Frei Haus), während der Käufer durch pünktliche Zahlung Vertrauen schaffen kann. Regelmäßig handelt es sich um Wertschöpfungspartner, die an der Erfüllung ihres ökonomischen Ziels interessiert sind. Nach der Transaktionskostentheorie erfolgt der Aufbau einer langfristigen Geschäftsbeziehung aufgrund von Effizienzvorteilen, weil die Transaktionskosten sinken könnten. Die Aufrechterhaltung einer Geschäftsbeziehung ist Albert O. Hirschman zufolge eng verbunden mit der Kundenzufriedenheit. Im Rahmen des Hold-up-Problems wird diskutiert, ob die beiden Geschäftspartner dem Lock-in-Effekt unterworfen und in dieser Geschäftsbeziehung aneinander gebunden sind. Hieraus besteht die Gefahr von opportunistischem Verhalten, weil der eine Partner dem anderen Handelskonditionen aufzwingen könnte, die seine anfänglichen Investitionskosten nicht ausreichend zu decken imstande wären.